# دامبرتون اکس

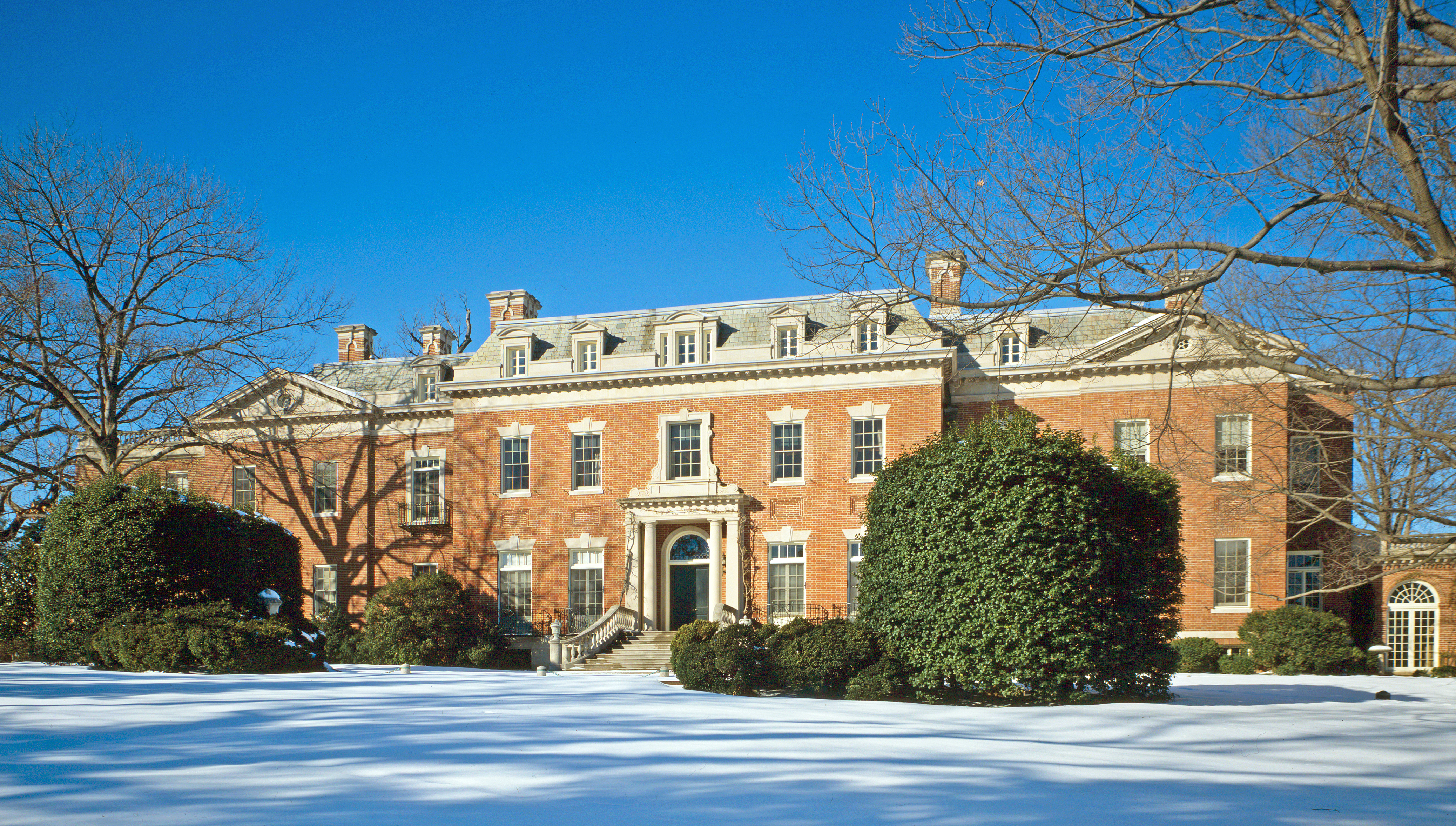

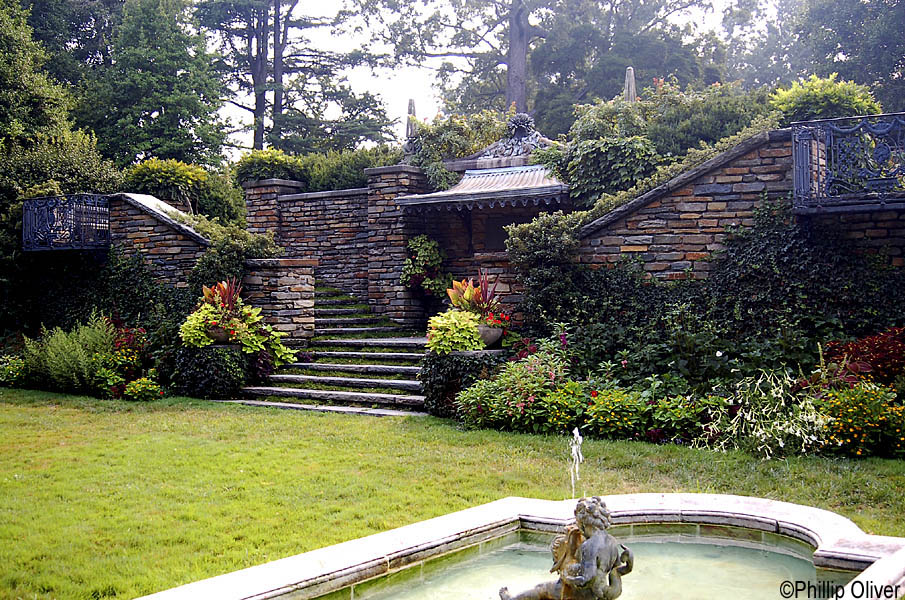

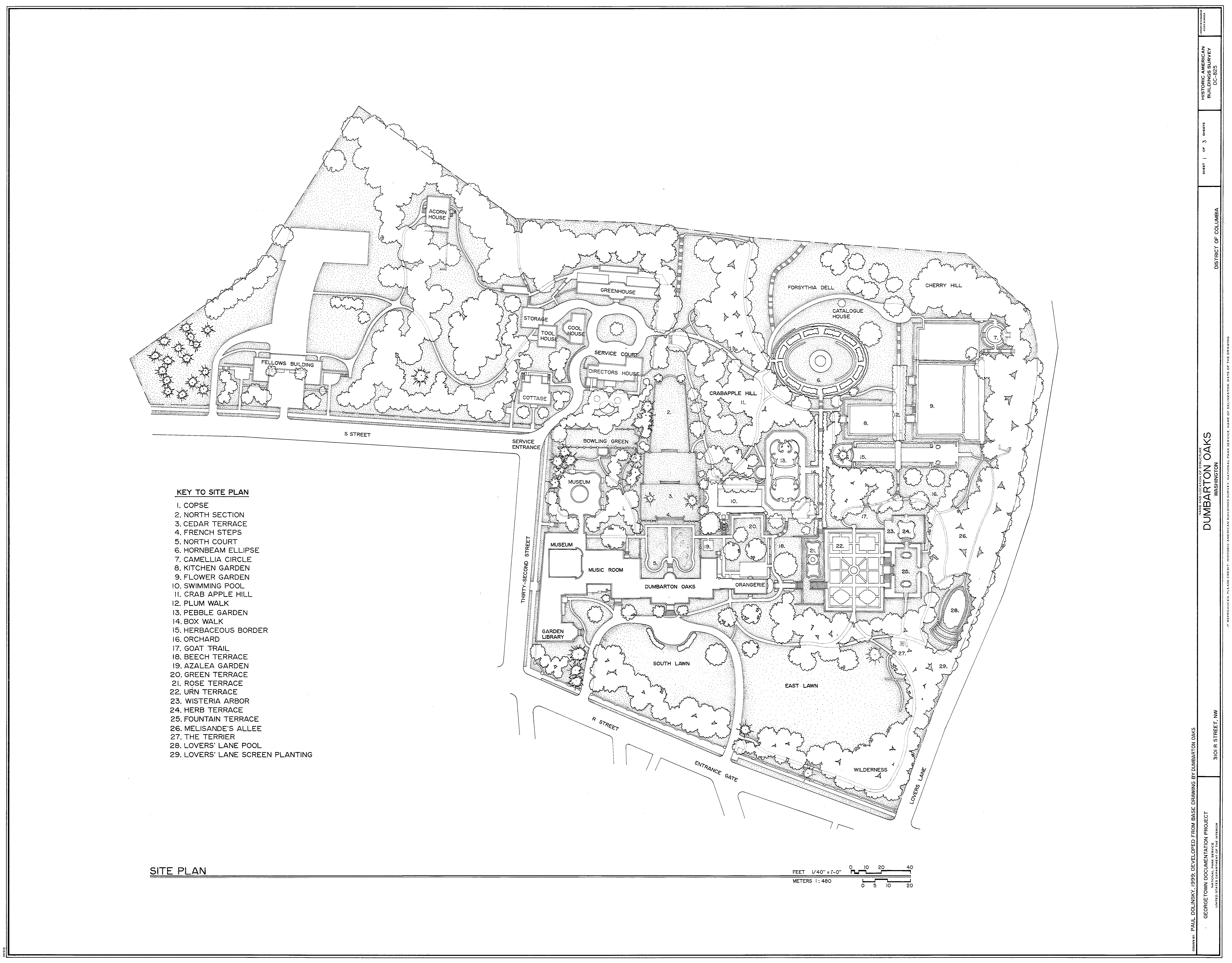

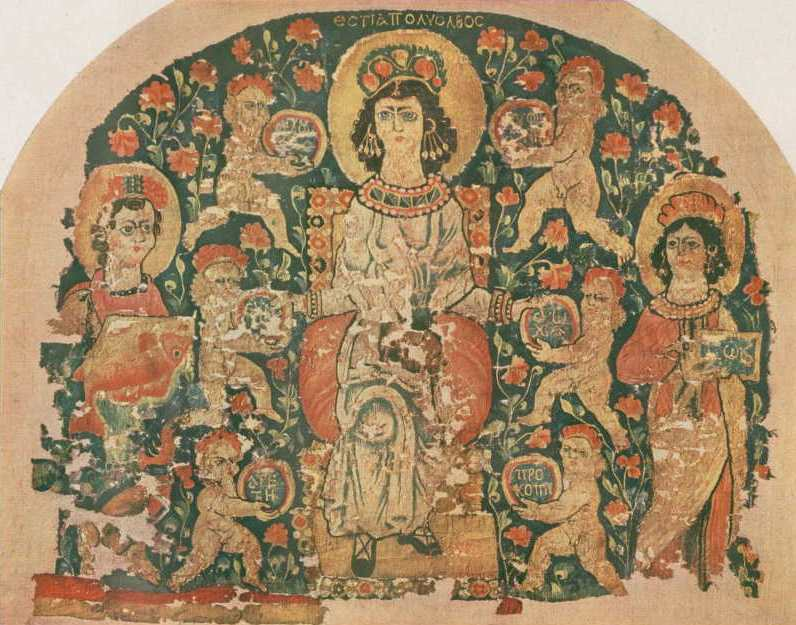

دامبرتون اکس (انگلیسی: Dumbarton Oaks) محوطه و ساختمانی تاریخی در محلهٔ جورج‌تاون در واشینگتن، دی.سی. است. دامبرتون اکس محل زندگی و باغ رابرت وودز بلیس (۱۸۷۵–۱۹۶۲) و همسرش میلدرد بارنز بلیس (۱۸۷۹–۱۹۶۹). بوده‌است. این زوج در این محوطه کتابخانه پژوهشی و کلکسیون دامبرتون اکس را تأسیس کردند و آن را در سال ۱۹۴۰ به دانشگاه هاروارد اهدا کردند.
پژوهش‌ها در این مؤسسه به مطالعهٔ دوران پیشاکلمبی و امپراتوری روم شرقی و همچنین طراحی منظر، و طراحی باغ اختصاص دارد.